# Ngọn hải đăng Rozewie
Ngọn hải đăng Rozewie (tiếng Ba Lan: Latarnia Morska Rozewie) là một ngọn hải đăng ở ngôi làng nhỏ Rozewie, nằm giữa Jastrzębia Góra và Władysławowo, trên bờ biển Ba Lan thuộc vùng Biển Baltic.
Ngọn hải đăng nằm ở giữa ngọn hải đăng Stilo và ngọn hải đăng Jastarnia. Ngọn hải đăng có độ dài tiêu cự lớn nhất trong số các ngọn hải đăng Ba Lan.

## Lịch sử

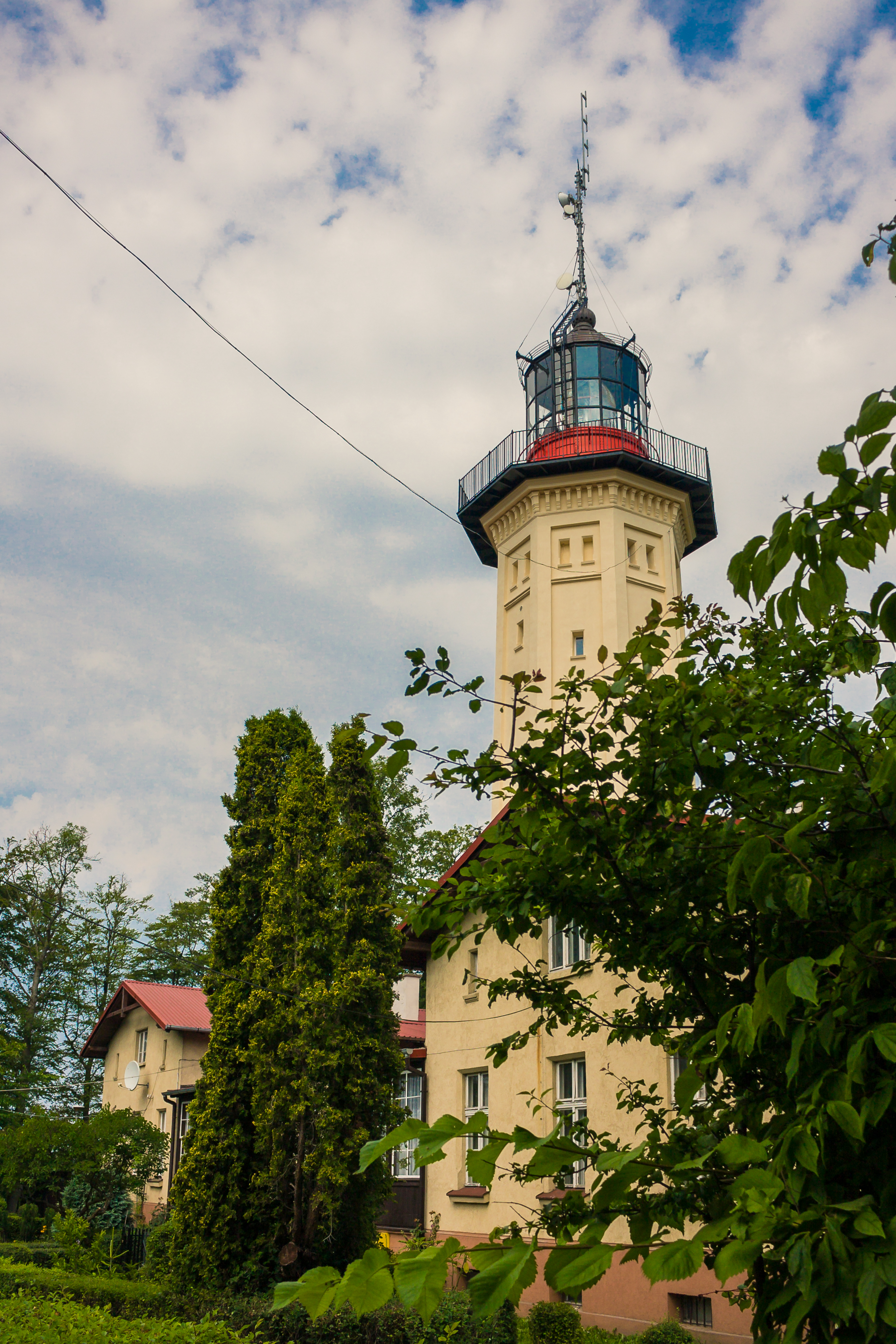
Ngọn hải đăng mới, hiện đã ngừng hoạt động

Ngọn hải đăng được xây dựng vào năm 1822 sau một năm xây dựng. Ban đầu, nguồn sáng là đèn đốt dầu hạt cải - nằm trong phòng đèn lồng trên tầng cao nhất của ngọn hải đăng; nhưng điều này đã được thay thế vào năm 1866 bởi bộ máy Fresnel, cũng được đốt bằng dầu. Mười năm sau, ánh sáng chói cuối cùng đã được thay thế bằng đèn dầu.
Ngọn hải đăng này được liên kết với một huyền thoại được tạo ra bởi Leon Wzorek - một người canh giữ ngọn hải đăng cao tuổi, Stefan Zeromski, người đã viết cuốn tiểu thuyết Gió từ biển trong thời gian ở ngọn hải đăng. Ngọn hải đăng được tạo thành từ hai phần, phần đầu tiên được xây dựng từ gạch và giống như một hình nón cắt ngắn, và phần thứ hai, đứng trên đỉnh của nền gạch, được làm từ một ống thép. Trong ba phòng trưng bày quan sát chỉ có phòng thấp nhất là mở cửa cho công chúng; trong khi tầng cao nhất - trong phòng tín hiệu có thể được truy cập như một tầng quan sát mà từ đó bạn có thể xác định vị trí của Władysławowo (về phía đông) và Jastrzębia Góra (ở phía tây).
Hiện tại, ánh sáng của ngọn hải đăng là một hệ thống quang học được tạo thành từ 20 bóng đèn phản xạ, 10 trên mỗi bảng điều khiển xoay. Tòa tháp có chiều cao 33 mét, với tiêu cự 83,2 mét và tầm hoạt động 26,0 hải lý. Điểm thu hút ở đây là Bảo tàng Hải đăng. Triển lãm bao gồm một bài thuyết trình về sự phát triển của các ngọn hải đăng từ thời cổ đại cho đến ngày nay, các mô hình của ngọn hải đăng và vị trí của chúng, và một bàn xoay với ống kính Fresnel; gần vị trí này, là ngọn hải đăng mới - hiện đang ngừng hoạt động.

## Dữ liệu kỹ thuật
- Đặc tính ánh sáng 
  - Sáng: 0,1 s.
  - Tối: 2,9 s.
  - Chu kỳ: 3 s.

## liên kết ngoài
- Urząd Morski w Słupsku Lưu trữ ngày 17 tháng 12 năm 2019 tại Wayback Machine (tiếng Ba Lan)